# Jarząb grecki
Jarząb grecki (Sorbus graeca (Spach) Kotschy lub Aria graeca (Spach) M.Roem.) – gatunek rośliny z rodziny różowatych (Rosaceae).

## Zagrożenia
Roślina umieszczona na Czerwonej liście roślin i grzybów Polski (2006) w grupie gatunków rzadkich, potencjalnie narażonych na wymarcie (kategoria zagrożenia: R). W wydaniu z 2016 roku otrzymała kategorię DD (stopień zagrożenia nie może być określony).